# Скайлэб-спасатель
Скайлэб-спасатель (англ. Skylab Rescue, SL-R) — резервный спасательный полёт, часть плана действий при непредвиденных обстоятельствах, предназначенный для спасения экипажа, находящегося на космической станции Скайлэб. Полёт разработан в рамках программы Аполлон. Для этого потребовалось внести изменения в Командный модуль корабля Аполлон (КА), который должен был стартовать с экипажем из двух астронавтов, а возвращаться должны были пять астронавтов. Два раза проводились подготовки к полётам, но ни один полёт по программе Скайлэб-спасатель не был выполнен.

## Экипаж
Астронавты Вэнс Бранд и Дон Линд были назначены спасательной командой. Спасательная миссия рассматривалась, когда у командно-сервисного модуля (CSM) Скайлэб-3 возникли проблемы с двигателями системы управления реакцией (RCS) во время стыковки со станцией. На Земле собирались космические аппараты для спасательных миссий в поддержку как Скайлэб-3, так и Скайлэб-4. Однако ни одна спасательная миссия так и не понадобилась. Все астронавты, посетившие Скайлэб, благополучно вернулись на Землю в своих первоначальных командных модулях.

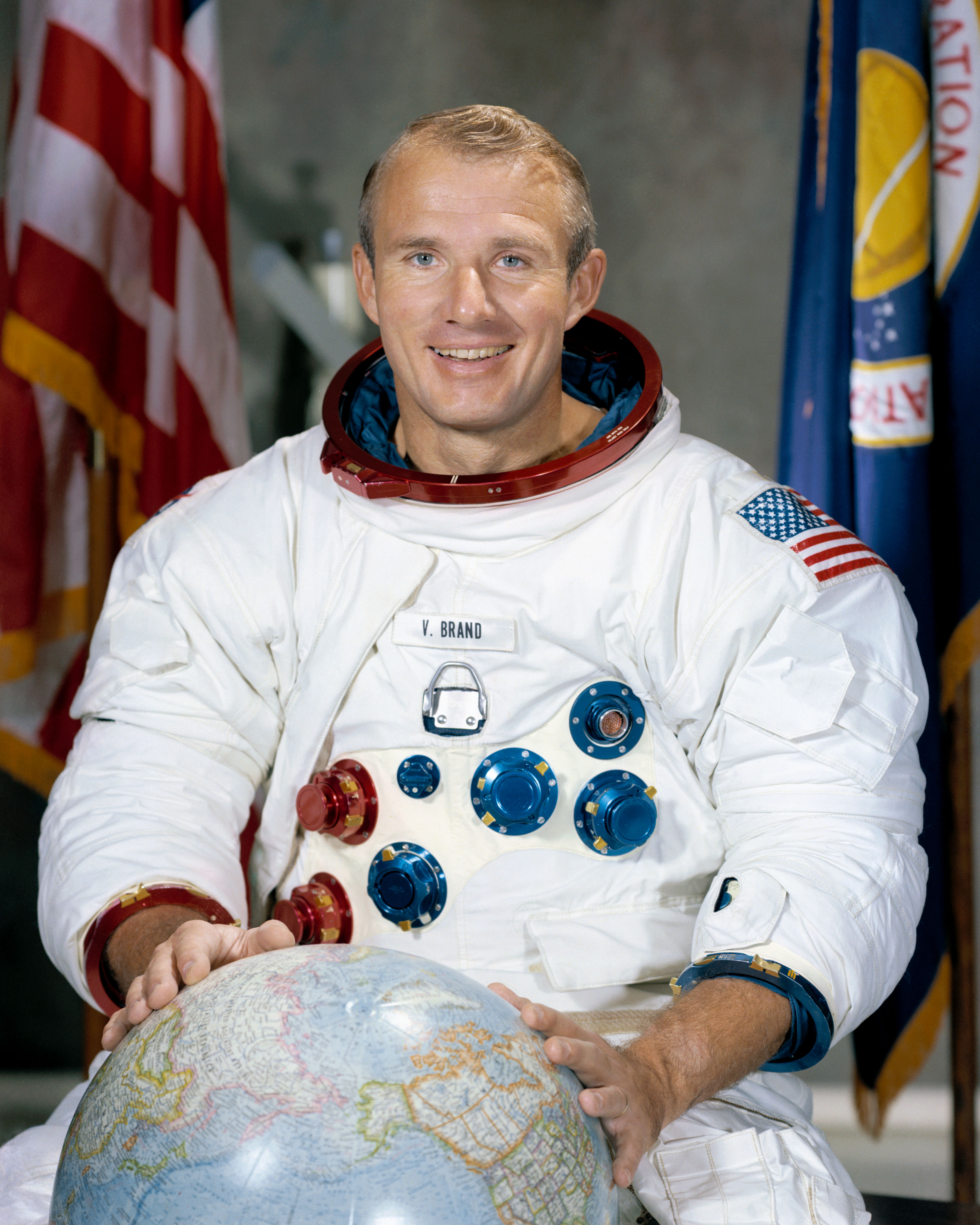
Вэнс Бранд — командир корабля
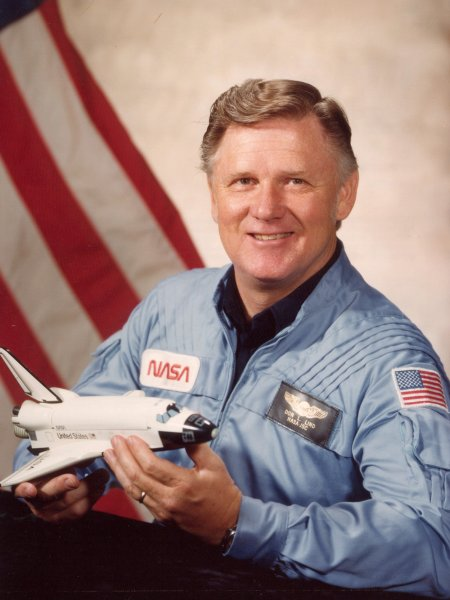
Дон Линд — пилот корабля

## История
В ноябре 1965 года технический персонал North American Rockwell задумался о спасательной миссии для астронавтов, оказавшихся в ловушке на лунной орбите. Стали рассматриваться возможности использования кораблей «Аполлон» не только в качестве космического спасательного средства, но и транспортного — для снабжения экипажей оборудованием и расходными материалами.
В ноябре 1970 года компания вернулась к этому проекту после того, как спасательная миссия на земной орбите была показана в фильме 1969 года «Потерянные». Центр космических полётов имени Маршалла выпустил формуляр «Требования к Полётам» от 17 мая 1972 года, с последующими дополнениями.
Стандартный командный модуль корабля «Аполлон» имел три шкафчика в кормовой части за переборкой для хранения запасов продуктов и другого оборудования, которые также использовались для возвращения с орбиты отснятых плёнок и результатов экспериментов. Чтобы переоборудовать стандартный командный модуль в спасательное транспортное средство, шкафчики хранения были удалены и заменены двумя ложементами для команды, что позволило разместить до пяти человек.

## AS-208
(РН AS-208 предназначалась для спасения экипажа Скайлэб-3.)
После старта Скайлэб-3 28 июля 1973 года, экипаж обратил внимание на проблему с командным модулем — с двумя из её двигателей ориентации Системы управления кораблём. Они пропускали топливо, у одного это заметили перед стыковкой со станцией, а у другого — через шесть дней, 2 августа. Осталось два исправных двигателя, космический корабль мог работать и на одном, утечки представляли угрозу для других систем.
НАСА сначала рассматривало вопрос о немедленном приземлении команды. Поскольку астронавты были на станции в относительной безопасности, с вполне достаточными запасами продуктов и кислорода, появились планы относительно спасательного полёта, миссия продолжалась, в то время как ракета Сатурн-1Б (AS-208) со спасательным Командным модулем (CSM 119) уже была собрана в вертикальном положении в Здании сборки около Стартовых площадок № 39 для возможного применения. Её даже выкатили на стартовый стол LC-39B.
4 августа НАСА объявило, что члены дублирующих экипажей Скайлэб-3 и Скайлэб-4 Вэнс Бранд и Дон Линд будут управлять этой спасательной миссией, они немедленно приступили к обучению по программе такого полёта, как только второй двигатель дал течь 2 августа. После того, как инженеры определили, что утечки не будут повреждать космический корабль Скайлэб-3, эти два астронавта на Земле стали использовать тренажёры, чтобы проверить возможность возвращения астронавтов со Скайлэба на двух двигателях ориентации. Если бы линейный персонал работал 24 часа в сутки и провёл бы не все тесты, то старт мог бы состояться уже 10 сентября, и продлиться не больше, чем пять дней. Астронавты на орбите попытались подготовить Скайлэб к дальнейшему использованию, подготавливать к возвращению результаты экспериментов, но диагностика причин проблемы с двигателями Командного модуля были более важными. Линд, находясь на Земле, помогал экипажу на орбите отбирать материалы, которые будут возвращены. У Скайлэба было два стыковочных порта, но основной был занят, а именно он был нужен для стыковки корабля Скайлэб-спасатель со станцией.
Через несколько часов после отказа второго двигателя, НАСА решило отменить спасательную миссию. Помимо заключения космического агентства, что неработающие двигатели не повредили Командный модуль Скайлэб-3, Вэнс Бранд и Дон Линд (дублёры команды Скайлэб) уже доказали во время их обучения и тренировок, что возвращение с двумя нерабочими двигателями было безопасно. Они продолжали обучаться для спасательной экспедиции, как и для последующих полётов. Экипаж Скайлэб-3 смог полностью закончить свою 59-дневную миссию на станцию и благополучно возвратился на Землю 25 сентября, используя два функционирующих двигателя RCS.

## AS-209

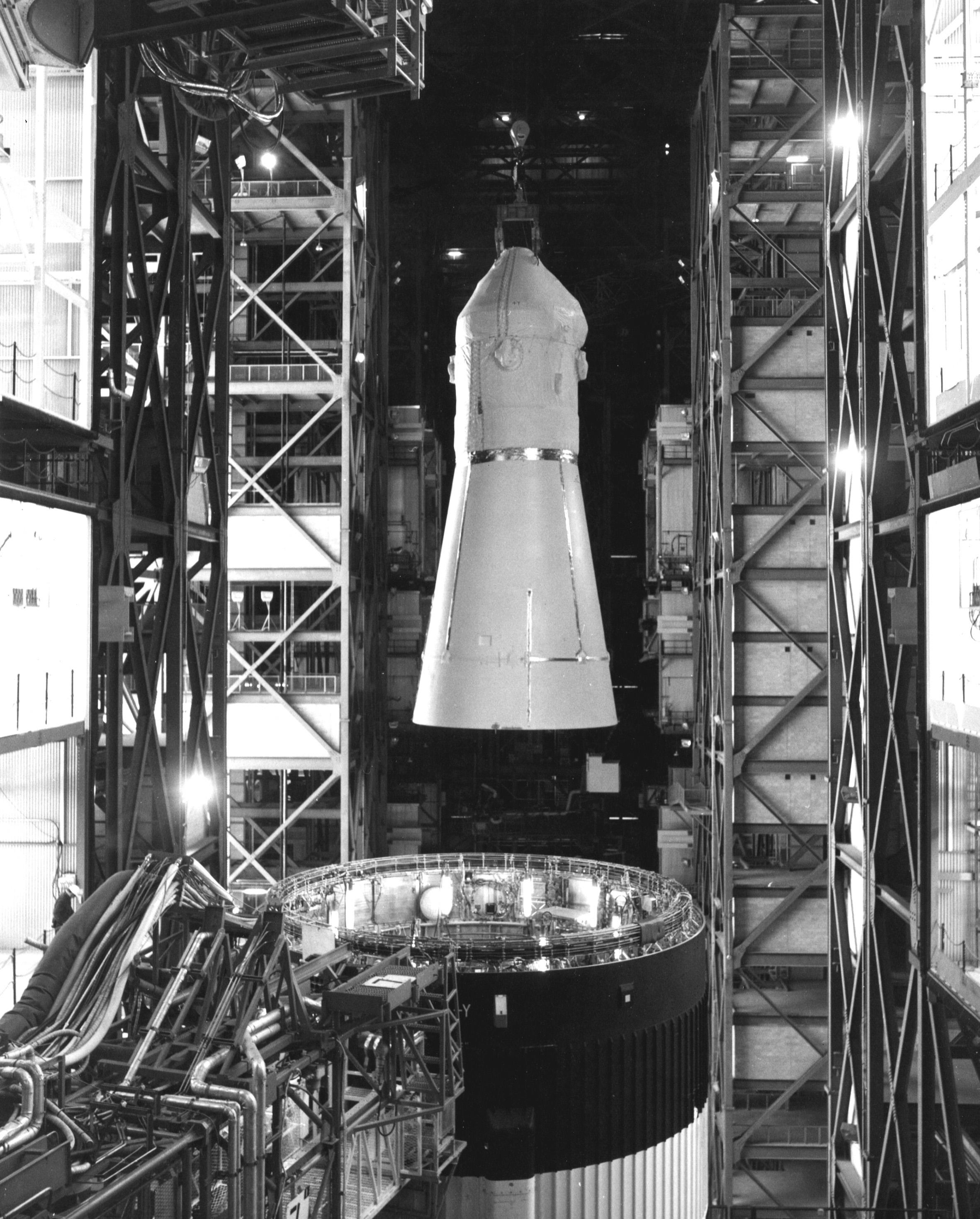
Командный Модуль Скайлэба — спасателя снимается с РН Сатурн-1Б после успешного приземления Скайлэб-4.

(РН AS-209 предназначалась для спасения экипажа Скайлэб-4)
После запуска 16 ноября 1973 года Скайлэб-4 из-за непредвиденных обстоятельств была проведена подготовка к ещё одному резервному спасательному полёту. Ракета Сатурн-1Б (AS-209) была собрана в здании сборки ракет в пусковом комплексе 39 для возможного применения. Здесь использовался тот же командный модуль — CSM 119, на котором должны были лететь Вэнс Бранд и Дон Линд для спасения миссии Скайлэб-3.

## Последующая история
На 1974 год планировался 20-дневный полёт Скайлэб-5 для выполнения научных экспериментов и поднятия станции Скайлэб на более высокую орбиту для ожидания будущих экспедиций по программе «Спейс шаттл». В полёте был бы использован этот резервный командный модуль (англ. Command/Service Module, CSM). Полетел бы экипаж, состоящий из Вэнса Бранда, Дона Линда и ещё одного астронавта — Уильяма Ленуара (как пилота командного модуля).

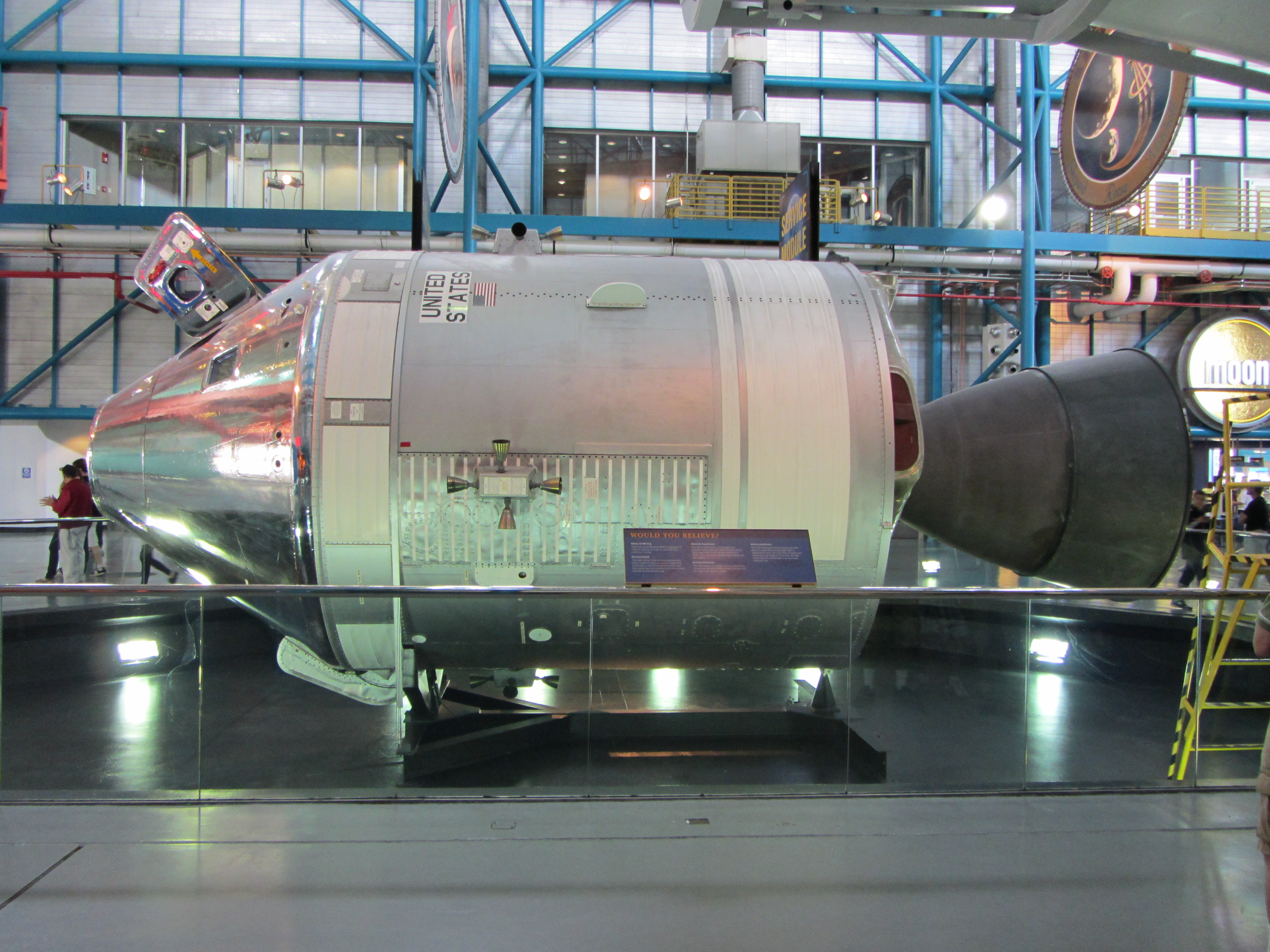
CSM-119 в Космическом центре Кеннеди
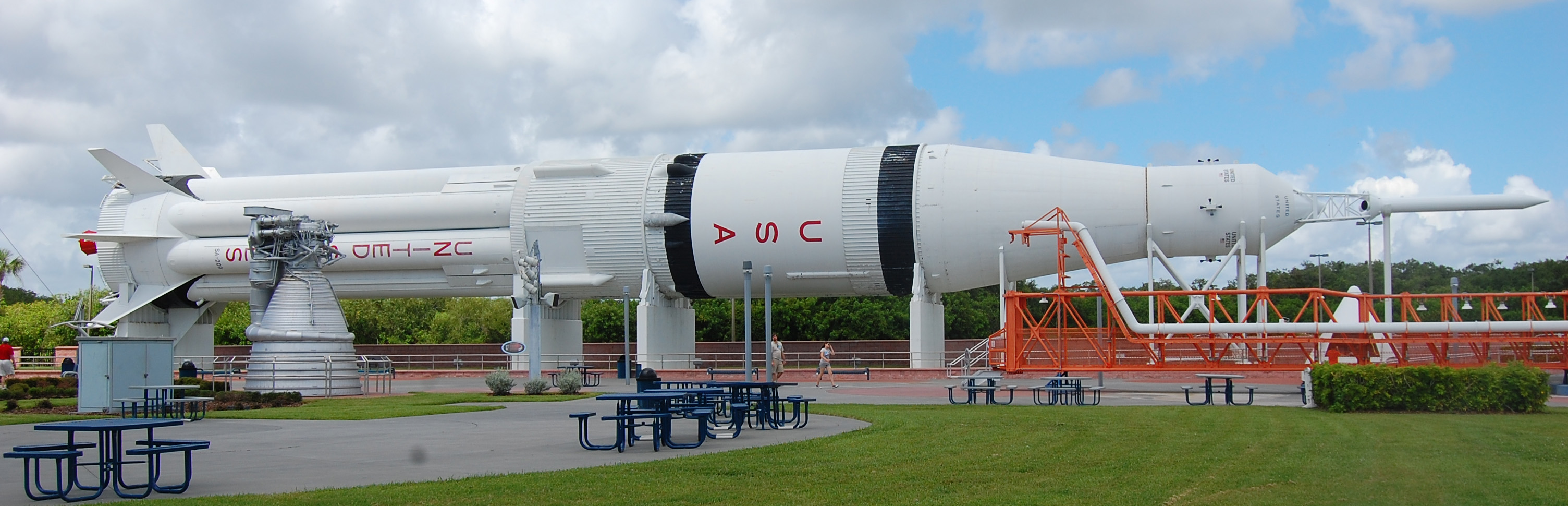
Сатурн-1Бв Космическом центре Кеннеди
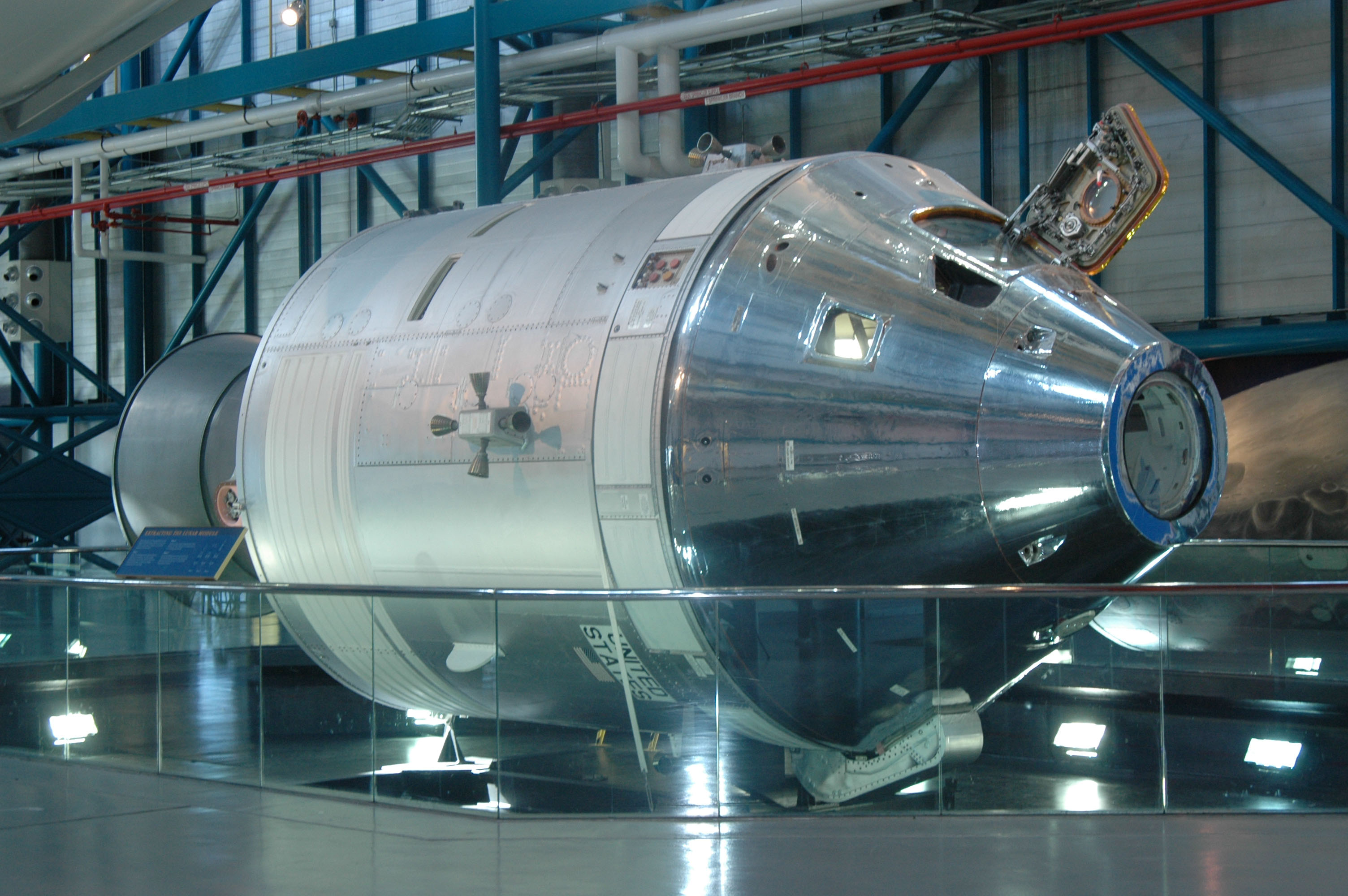
Командный модуль CSM-119 в Космическом центре Кеннеди

РН AS-209 и CSM-119 позже использовались в качестве резервных при подготовке к миссии Аполлон (ЭПАС) в рамках проекта совместного экспериментального полёта «Союз — Аполлон». Командный модуль CSM-119 сейчас демонстрируются в разделе Аполлон-Сатурн Космического центра Кеннеди. Ракета-носитель Сатурн-1Б AS-209 в настоящее время располагается в Парке Ракет там же. В 2007 году командный модуль, после более 30 лет проведённых как экспонат, был использован инженерами НАСА для исследований сборки адаптеров поддержания жизнеобеспечения космического корабля — проектировался трубопровод, защищённый от больших аэродинамических нагрузок, который позволяет кислороду, воде и электричеству из Сервисного модуля попадать в Командный модуль. Это нужно было при проектировании и строительстве подобной системы на новом космическом корабле Орион, который напоминает конфигурацию корабля Аполлон.

### Судьба экипажа
- Вэнс Бранд полетел в космос в 1975 году на корабле Аполлон в рамках проекта Союз-Аполлон как пилот Командного модуля, позже был командиром трёх миссий Шаттлов STS-5 в 1982 году, STS-41B в 1984 году, и STS-35 в 1990 году.
- Дон Линд полетел как специалист полёта на STS-51B в 1985 году.
- Уильям Ленуар полетел в космос на Шаттле STS-5 в 1982 году.